# Methyltris(trimethylsiloxy)silan
Methyltris(trimethylsiloxy)silan ist eine chemische Verbindung aus der Gruppe der siliciumorganischen Verbindungen.

## Vorkommen
Methyltris(trimethylsiloxy)silan wurde in der Pflanze Momordica cymbalaria und in Meeressedimenten nachgewiesen.

## Gewinnung und Darstellung
Methyltris(trimethylsiloxy)silan kann durch eine Kombination aus Cohydrolyse von Methyltrichlorsilan mit Trimethylchlorsilan und anschließender katalytischer Umlagerung des entstandenen Zwischenprodukts hergestellt werden.

## Eigenschaften
Methyltris(trimethylsiloxy)silan ist eine farblose, klare, hydrophobe Flüssigkeit, die praktisch unlöslich in Wasser ist.

## Verwendung
Methyltris(trimethylsiloxy)silan wird in Kosmetika, Körperpflegeprodukten, Reinigungsmitteln, in Schmiermitteln und Fetten sowie in Autopflegeprodukten verwendet.

## Regulierung
Methyltris(trimethylsiloxy)silan wurde unter der REACH-Verordnung aufgrund seiner sehr persistenten und sehr bioakkumulativen Eigenschaften als besonders besorgniserregender Stoff (SVHC) eingestuft.